# Scytodes kinsukus
Espèce
Scytodes kinsukus est une espèce d'araignées aranéomorphes de la famille des Scytodidae.

## Distribution
Cette espèce est endémique du Gujarat en Inde,.

## Publication originale
- Patel, 1975 : Some spiders of the families Filistatidae and Scytodidae from Gujarat, India. Oriental Insects, vol. 9, p. 425-429.